# Корнуэлл Ройялс
«Корнуолл Ройялс» (англ. Cornwall Royals) — молодёжный хоккейный клуб из города Корнуолл, провинция Онтарио, Канада. Команда играла в Главной юниорской хоккейной лиге Квебека (QMJHL) с 1969 по 1981 год и в Хоккейной лиге Онтарио (OHL) с 1981 по 1992 год. Эта команда разделяла своё название с другими командами «Корнуолл Ройялс», выступавшими в QSHL, MMJHL или OHA-B.

## История

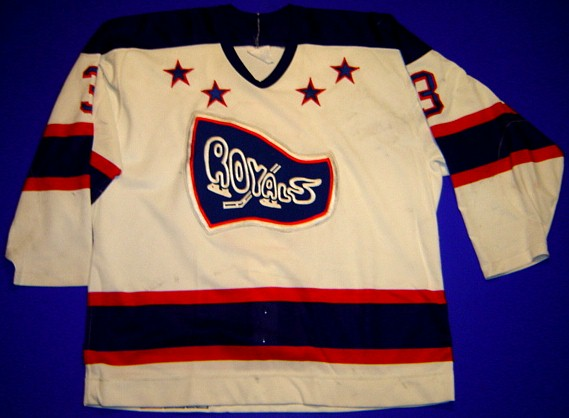
Домашняя форма Корнуолл Ройялс

С 1961 по 1969 год команда «Корнуолл Ройялс» была успешным членом Центральной юниорской хоккейной лиги (CJHL), команда выиграла чемпионат в 1966, 1967, 1968 годах. 
в 1969 году команда стала одной из первых команд Главной юниорской хоккейной лиги Квебека (QMJHL). В сезоне 1981–82 команда перешла в Хоккейную лигу Онтарио (OHL). 
В общей сложности, выступая в QMJHL, «Ройялс» выиграли 3 Мемориальных кубка, 3 Кубка президента и 5 титулов чемпионов дивизиона. В чемпионате OHL «Ройялс» не побеждали.